# Michael Ríos
Michael Fabián Ríos Ripoll (Santiago, 24 de abril de 1985) é um futebolista chileno que joga como volante na Universidad Católica.

## Carreira
Formado no Santiago Morning, disputou 67 partidas e marcou 6 gols. Em 2008, foi emprestado ao San Marcos de Arica. Atuou pelo Deportes Iquique em 2011, disputando 32 partidas e marcando 6 gols.
A pedido do treinador Mario Lepe, Michael Ríos foi contratado pela Universidad Católica.

## Estatísticas
Até 26 de fevereiro de 2012.

### Clubes
| Clube                | Temporada         | Campeonato nacional | Campeonato nacional | Copa nacional[a] | Copa nacional[a] | Competições continentais[b] | Competições continentais[b] | Outros torneios[c] | Outros torneios[c] | Total | Total |
| Clube                | Temporada         | Jogos               | Gols                | Jogos            | Gols             | Jogos                       | Gols                        | Jogos              | Gols               | Jogos | Gols  |
| -------------------- | ----------------- | ------------------- | ------------------- | ---------------- | ---------------- | --------------------------- | --------------------------- | ------------------ | ------------------ | ----- | ----- |
| Universidad Católica | 2012              | 9                   | 2                   | 0                | 0                | 0                           | 0                           | —                  | —                  | 9     | 2     |
| Universidad Católica | Total             | 9                   | 2                   | 0                | 0                | 0                           | 0                           | —                  | —                  | 9     | 2     |
| Total na carreira    | Total na carreira | 9                   | 2                   | 0                | 0                | 0                           | 0                           | 0                  | 0                  | 9     | 2     |

- a. ^ Jogos da Copa Chile
- b. ^ Jogos da Copa Libertadores e Copa Sul-Americana
- c. ^ Jogos do Jogo amistoso

## Títulos
Universidad Católica
- Copa Ciudad de Temuco: 2012

## Artilharias
- Copa Sul-Americana: 2012 (5 gols)